# Lachen, Schweiz
Lachen är en ort och kommun vid Zürichsjöns övre del i kantonen Schwyz, Schweiz. Kommunen har 9 458 invånare (2023). Lachen är huvudort i distriktet March.